# Superflics en jupons
Pour plus de détails, voir Fiche technique et Distribution.
Superflics en jupons (The Doll Squad) est un film américain réalisé par Ted V. Mikels, sorti en 1973.

## Synopsis
Une équipe de séduisantes agents du gouvernement est chargée d'arrêter un gang de saboteurs.

## Fiche technique
- Titre : Superflics en jupons
- Titre original : The Doll Squad
- Réalisation : Ted V. Mikels
- Scénario : Jack Richesin et Pam Eddy
- Production : Ted V. Mikels
- Musique : Nicholas Carras
- Photographie : Anthony Salinas
- Montage : Ted V. Mikels
- Pays de production : États-Unis
- Format : Couleurs - 1,85:1 - Mono
- Genre : Action, aventure, espionnage, science-fiction et thriller
- Durée : 92 minutes
- Date de sortie :
  - États-Unis : 19 septembre 1973
  - France : 14 février 1979
- Affiche : Enzo Nistri (Italie)

## Distribution
- Michael Ansara : Eamon O'Reilly
- Francine York : Sabrina Kincaid
- Anthony Eisley : Victor Connelly
- Lisa Todd : Maria
- Rafael Campos : Rafael
- Lilian Garrett : Nancy Malone
- Judith McConnell : Elizabeth White
- Tura Satana : Lavelle Sumara